# Sorbose
Sorbose (kurz: Sor) ist ein Monosaccharid mit sechs Kohlenstoff-Atomen. Dieser Zucker gehört zur Gruppe der Ketohexosen.
L-Sorbose ist ein Zwischenprodukt bei der Synthese von Vitamin C nach Reichstein.
Bei diesem Verfahren wird zunächst Glucose zu Sorbit reduziert und anschließend mit Sorbose-Bakterien zur L-Sorbose oxidiert. Die L-Sorbose wird unter Zugabe von Aceton weiter oxidiert, wobei nach der anschließenden Abspaltung des Acetons und einer Wasserabspaltung das Vitamin C entsteht.

## Eigenschaften
Wie bei jedem Zucker (außer Dihydroxyaceton) gibt es zwei enantiomere Formen, die sich wie Bild und Spiegelbild verhalten.
| D-Sorbose – Schreibweisen | D-Sorbose – Schreibweisen | D-Sorbose – Schreibweisen |
| Keilstrichformel          | Haworth-Schreibweise      | Haworth-Schreibweise      |
| ------------------------- | ------------------------- | ------------------------- |
|                           | α-D-Sorbofuranose         | β-D-Sorbofuranose         |
| α-D-Sorbopyranose         | β-D-Sorbopyranose         |                           |

In wässriger Lösung kommt es teilweise zu einem intramolekularen Ringschluss, so dass sich ein Gleichgewicht zwischen der Ketoform und den beiden Ringformen (Furanose-Form und Pyranose-Form) einstellt, wobei die Sorbose dann fast ausschließlich in der Pyranoseform vorliegt.